# 伊豆諸島北部群発地震
伊豆諸島北部群発地震（いずしょとうほくぶぐんぱつじしん）は、2000年（平成12年）6月26日以降、伊豆諸島の三宅島・神津島・新島付近で発生した群発地震である。最大規模の地震はM（マグニチュード）6.5で、最大震度6弱の地震を6回観測する、大規模な群発地震であった。

## 地震活動
2000年6月26日18時30分頃から三宅島南西部を震源とする小規模な地震活動が始まった。27日には三宅島西方沖へ震源が移動。その後地震活動は北西方向へ広がるとともに活発化し、6月下旬から8月にかけて三宅島西方沖から新島・神津島近海で大規模な地震活動となった。最大震度5弱以上の地震は30回（6弱が6回、5強が7回、5弱が17回）発生した。地震総数は14,200回に達した。地震活動は9月以降、次第に沈静化していった。
| 発生日時        | 震央             | 座標                                                          | 規模 (Mj) | 最大震度 | 最大震度を観測した地点 | 津波 |
| --------------- | ---------------- | ------------------------------------------------------------- | --------- | -------- | ---------------------- | ---- |
| 7月1日16時01分  | 新島・神津島近海 | 北緯34度11.4分 東経139度11.6分 / 北緯34.1900度 東経139.1933度 | 6.5       | 6弱      | 神津島村               | 7cm  |
| 7月9日3時57分   | 新島・神津島近海 | 北緯34度12.7分 東経139度13.8分 / 北緯34.2117度 東経139.2300度 | 6.1       | 6弱      | 神津島村               |      |
| 7月15日10時30分 | 新島・神津島近海 | 北緯34度25.4分 東経139度14.5分 / 北緯34.4233度 東経139.2417度 | 6.3       | 6弱      | 新島村                 | 7cm  |
| 7月30日21時25分 | 三宅島近海       | 北緯33度58.2分 東経139度24.6分 / 北緯33.9700度 東経139.4100度 | 6.5       | 6弱      | 三宅村                 | 14cm |
| 8月18日10時52分 | 新島・神津島近海 | 北緯34度12.0分 東経139度14.4分 / 北緯34.2000度 東経139.2400度 | 6.1       | 6弱      | 新島村（式根島）       |      |
| 8月18日12時49分 | 新島・神津島近海 | 北緯34度17.6分 東経139度10.4分 / 北緯34.2933度 東経139.1733度 | 5.1       | 6弱      | 新島村（式根島）       |      |

## 原因
一連の地震活動は三宅島の火山活動と強く関係していると考えられる。6月26日18時30分頃に地震活動が始まると、気象庁は同日19時33分に緊急火山情報を発表して、三宅島の噴火に対して注意を呼びかけた。しかしすぐには三宅島では噴火せず、翌日に三宅島西方1km沖合で海底噴火によるとみられる海水の変色が確認された。地震活動は北西へ移動し三宅島の噴火の可能性は低くなったと考えられたが、7月8日に三宅島山頂で噴火。8月には大規模な噴火が発生し、全島民が避難する事態となった。

## 被害
一連の地震で、新島・神津島・式根島・三宅島で家屋の倒壊や崖崩れが相次いだ。7月1日の最大震度6弱の地震で、神津島村で土砂崩れによって1人が死亡した。このほか、一連の地震の合計で、負傷者15人、住宅の全壊15棟、半壊20棟、一部破損174棟の被害が生じた。